# パークチェスター駅
パークチェスター駅 (Parkchester) はニューヨーク市地下鉄IRTペラム線の駅である。ブロンクス区パークチェスターのウェストチェスターとメトロポリタン・アベニューの交差点、ヒュー・J・グラントサークルに位置し6系統が終日、<6>系統がラッシュ時混雑方向のみ停車する。駅の2017年の乗客数は5,071,740人で、ブロンクス区内では161丁目-ヤンキー・スタジアム駅と3番街-149丁目駅に次いで3位、ペラム線内では1位の乗客数となっている。

## 駅構造
| P ホーム階 | 南行緩行線                                 | ← ブルックリン・ブリッジ-シティ・ホール駅行き（セント・ローレンス・アベニュー駅） |
| P ホーム階 | 島式ホーム、到着番線に応じた側の扉が開く。 | |
| P ホーム階 | 急行線                                     | ← 平日午前：ブルックリン・ブリッジ-シティ・ホール駅行き（ハンツ・ポイント・アベニュー駅） → 平日午後：ペラム・ベイ・パーク駅行き（キャッスル・ヒル・アベニュー駅）→ （定期列車なし：ペラム・ベイ・パーク駅）→ |
| P ホーム階 | 島式ホーム、到着番線に応じた側の扉が開く。 | |
| P ホーム階 | 北行緩行線                                 | → ペラム・ベイ・パーク駅行き（キャッスル・ヒル・アベニュー駅）→ 平日午後：当駅止まり → |
| M          | 改札階                                     | 改札口、駅員詰所、メトロカード自動券売機 |
| G          | 地上階                                     | 出入口 |

当駅は1920年5月30日に開業したが、この時はパークチェスター-東177丁目駅 (Parkchester–East 177th Street) を名乗っていた。島式ホーム2面3線の高架駅で、駅の北側にはウェストチェスター車両基地に新しい信号扱所ができるまで使用されていた信号扱所が残されている。
平日午前時間帯に南行<6>系統が運行されている間は南行6系統の一部列車が当駅始発、正午から夕方ごろまで北行<6>系統が運行されている間は北行6系統が全列車当駅止まりとなる。<6>系統は全列車急行線に停車し、6系統は当駅止まりも含めて全列車緩行線に停車する。駅の北側には急行線と緩行線を結ぶ渡り線があり、<6>系統はここで急行線・緩行線間を転線するほか、当駅止まりの北行6系統はこの渡り線を通り急行線に引き上げた後、折り返して南行緩行線へ転線し南行列車となる。なお、当駅より北側、終点のペラム・ベイ・パーク駅までの区間は6系統・<6>系統どちらも各駅停車として運行されている。
駅は2010年に改装された。

### 出入口
駅には出入口が1箇所のみあり、ヒュー・J・グラントサークルに接続している。

## 画像

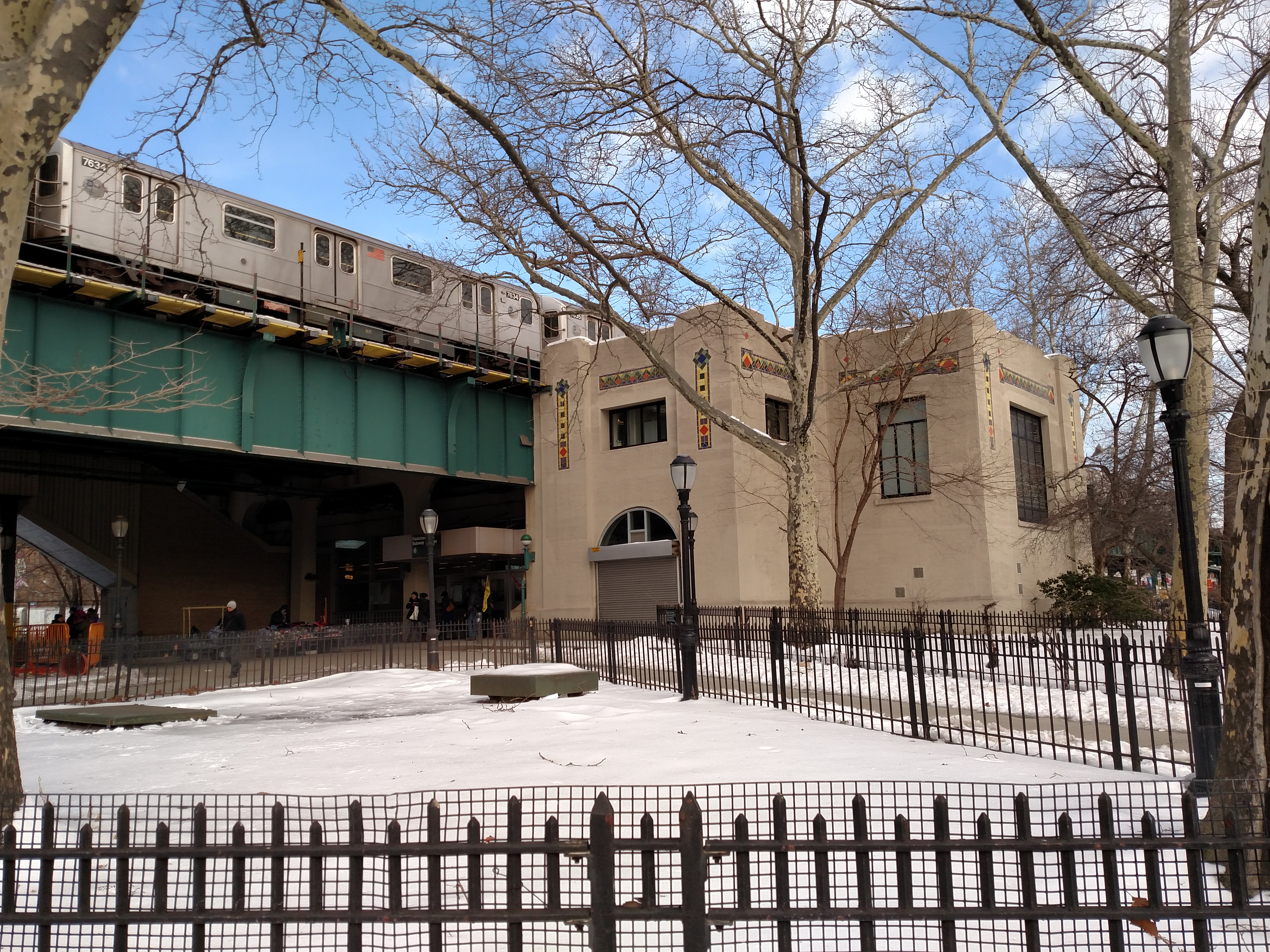
駅入口
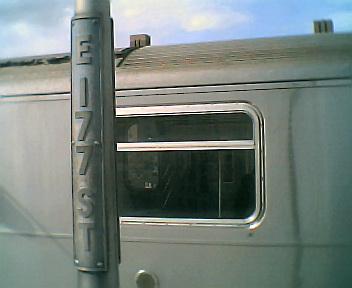
昔の駅名の名残を残す、"E 177 ST"と書かれた照明の柱
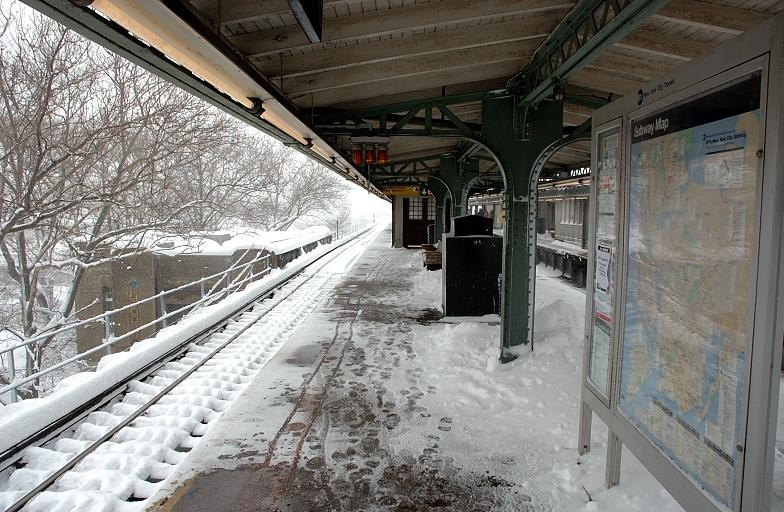
雪の積もったホーム
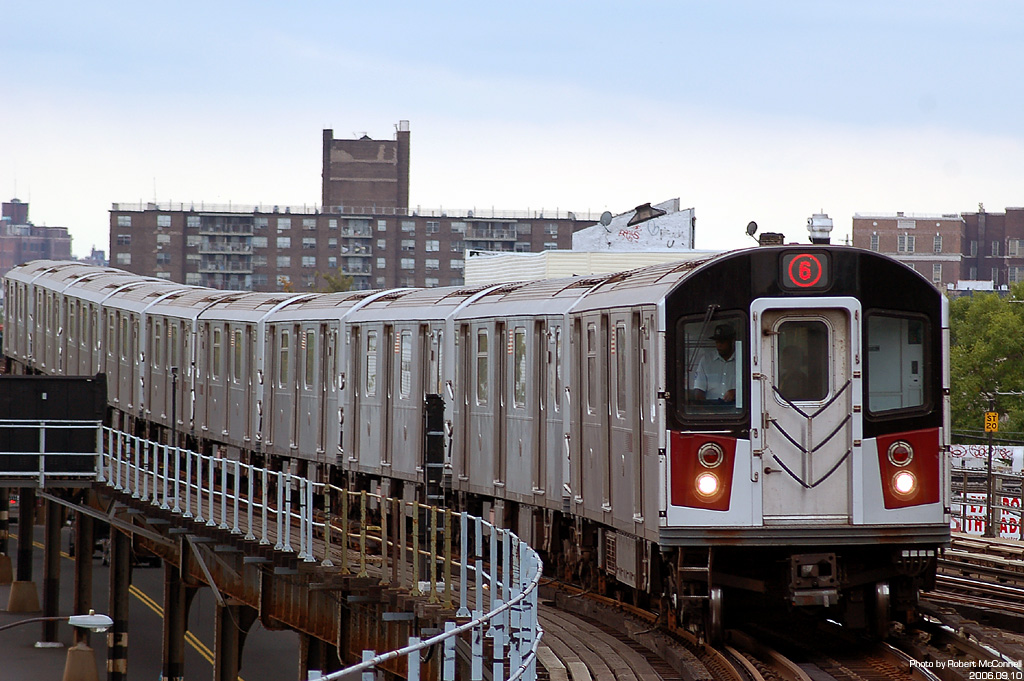
R142A形が駅に入線する